# Keri Smith
Keri Smith ist eine kanadische Autorin und Illustratorin.

## Leben
Smith ist Autorin einer Anzahl Bücher, die sich mit der Kreativität befassen und die seit einigen Jahren in Nordamerika erfolgreich waren. Drei ihrer Bücher wurden bisher (2011) in Deutschland verlegt. Smith ist ferner eine unabhängige Illustratorin, die für Zeitungen, Verlage und Firmen, wie Random House, Hallmark Cards, Ford Motor Company, The Washington Post, The New York Times und The Boston Globe gearbeitet hat.
Keri Smith hat in den letzten Jahren Vorlesungen und Workshops an mehreren Institutionen und Schulen in Nordamerika, wie zum Beispiel beim The Learning, Arts & the Brain Summit an der Johns Hopkins University gehalten bzw. veranstaltet. Sie wurde von verschiedenen Zeitschriften interviewt und lehrt seit dem Herbst 2010 als Halbtagskraft in Vancouver, British Columbia an der dortigen Emily Carr University of Art and Design.
In ihrem Blog The Wish Jar (so etwas wie Aladins Wunderlampe) bezeichnet sich Smith als Guerilla Artist.

## Veröffentlichungen (Auswahl)
- The Guerilla Art Kit/Keri Smith. Princeton Architectural Press, New York City, New York 2007, ISBN 978-1-568-98688-3.
- Wreck this Journal: To Create is to Destroy. Perigee Books, New York City 2008, ISBN 978-0-39953346-4.
  - Deutsche Ausgabe: Mach dieses Buch fertig. Aus dem Englischen übersetzt von Heike Bräutigam. Kunstmann, München 2010, ISBN 978-3-88897-661-2.[1]
- This is Not a Book.
  - Deutsche Ausgabe: Dies ist mehr als ein Buch. Aus dem Englischen übersetzt von Heike Bräutigam. Kunstmann, München 2010, ISBN 978-3-88897-699-5.
- How to be an Explorer of the World - The Portable Life/Art Museum. Perigee 2008.
  - Deutsche Ausgabe: Wie man sich die Welt erlebt: Das Kunst-Alltags-Museum zum Mitnehmen. Aus dem Englischen übersetzt von Heike Bräutigam. Kunstmann, München 2011, ISBN 978-3-88897-709-1.
- Mess. The Manual of Accidents and Mistakes, Penguin Books, New York City 2010, ISBN 978-0-39953-600-7.
  - Mach Mist! Kleines Handbuch für großes Chaos. Aus dem Englischen übersetzt von Heike Bräutigam, Verlag Antje Kunstmann, München 2012, ISBN 978-3-88897-761-9.
- Finish this book.
  - Deutsche Ausgabe: Mein wildes Buch. Kunstmann, München 2013, ISBN 978-3-88897-829-6.
- Pocket Scavenger. Penguin, New York City 2013, ISBN 978-0-399160233.
- Everything is Connected: Reimagining the World One Postcard at a Time, Penguin Books, New York City 2013, ISBN 978-0-14197-744-7.
  - Mach diese Postkarten fertig. Postkartenbuch mit 48 Karten. Aus dem Englischen übersetzt von Heike Bräutigam und Ruth Keen, Verlag Antje Kunstmann, München 2014, ISBN 978-3-88897-981-1.
- The imaginary world of ..., Penguin Books, New York City 2014, ISBN 978-0-39916-525-2.
  - Meine Welt. Ausgedacht und aufgezeichnet von ... Aus dem Englischen übersetzt von Ulrike Becker, Verlag Antje Kunstmann, München 2015, ISBN 978-3-95614-063-1.
- The Non-Planner Datebook, Little Otsu, Portland 2009, ISBN 978-1-93437-819-9.
  - Kalender für kontrolliertes Chaos. Aus dem Englischen übersetzt von Ulrike Becker, Verlag Antje Kunstmann, München 2015, ISBN 978-3-95614-035-8.
- Wreck this Journal Everywhere, Penguin Books, New York City 2014, ISBN 978-0-39917-191-8
  - Mach dieses Buch fertig immer und überall. Aus dem Englischen übersetzt von Heike Bräutigam und Julia Stolz, Verlag Antje Kunstmann, München 2016, ISBN 978-3-95614-132-4.
- The Wander Society. Penguin Books, New York City 2016, ISBN 978-0-14310-836-8.
  - Mach dich auf. Aus dem Englischen übersetzt von Astrid Gravert, Verlag Antje Kunstmann, München 2017, ISBN 978-3-95614-174-4
- Wreck This Journal: Now in Color. Penguin Books, New York City 2017, ISBN 978-0-14313-166-3.
  - Mach dieses Buch fertig - jetzt in Farbe. Aus dem Englischen übersetzt von Heike Bräutigam und Julia Stolz, Verlag Antje Kunstmann, München 2017, ISBN 978-3-95614-205-5.
- The Line, Penguin Books, New York City 2017, ISBN 978-0-14310-846-7.
  - Mach einen Strich. Aus dem Englischen übersetzt von Ulrike Becker, Verlag Antje Kunstmann, München 2018, ISBN 978-3-95614-240-6.